# Ellen Churchill Semple
Ellen Churchill Semple, född 8 januari 1863 i Louisville, Kentucky, död 8 maj 1932 i West Palm Beach, Florida, var en amerikansk geograf, mest känd för sitt arbete inom kulturgeografi och miljövård. Hon var den yngsta av fem barn till Alexander Bonner Semple och Emerine Price.
Genom ett antal böcker och skrifter gjorde hon den tyska geografen Friedrich Ratzels arbete känt för den anglofona världen. Semple förknippas ofta med ett stort intresse inom geografisk determinism, vilket är en teori som handlar om att den fysiska miljön har större inverkan på kulturen än den sociala.
Semple studerade vid Vassar College och Leipzigs universitet. Hon har undervisat vid University of Chicago och Clark University.